# Davey des grands chemins
Pour plus de détails, voir Fiche technique et Distribution.
Davey des grands chemins (Sinful Davey) est un film britannique réalisé par John Huston, sorti en 1969.

## Synopsis
En Écosse, au début du XIXe siècle, le jeune Davey Haggart est le fils d'un illustre brigand qui fut pendu. Davey est bien décidé à devenir lui aussi un bandit exceptionnel, cependant il échoue dans tout ce qu'il entreprend.

## Fiche technique
- Titre : Davey des grands chemins
- Titre original : Sinful Davey
- Réalisation : John Huston
- Scénario : James R. Webb d'après l'autobiographie de David Haggart
- Production : William N. Graf, John Huston et Walter Mirisch
- Musique : Ken Thorne
- Photographie : Edward Scaife et Freddie Young, assistés d'Ernest Day (cadreur)
- Costumes : Margaret Furse
- Montage : Russell Lloyd
- Pays d'origine : Royaume-Uni
- Format : Couleurs - 2,35:1 - Mono
- Genre : Aventure, comédie
- Durée : 95 minutes
- Date de sortie : 1969

## Distribution
- John Hurt (VF : Gérard Hernandez) : Davey Haggart
- Pamela Franklin (VF : Jeanine Freson) : Annie
- Nigel Davenport (VF : Robert Le Béal) : Richardson
- Ronald Fraser (VF : Jacques Dynam) : MacNab
- Robert Morley (VF : Richard Francœur) : Duc d'Argyll
- Fidelma Murphy (VF : Joëlle Janin) : Jean Carlisle
- Maxine Audley : Duchesse d'Argyll
- Fionnula Flanagan (VF : Dominique MacAvoy) : Penelope
- Allan Cuthbertson : Capitaine Douglas
- Niall MacGinnis : Boots Simpson
- Noel Purcell (VF : Claude Bertrand) : Jock
- Francis de Wolff : Andrew
- Eddie Byrne : Yorkshire Bill
- Leon Collins (VF : René Bériard) : le Dr Gresham
- Donal McCann (VF : Philippe Mareuil) : sir James Campbell
- Geoffrey Golden (VF : Henry Djanik) : le geôlier McEwan
- Paul Farrell (VF : Stéphane Audel) : le bailli
- Jack MacGowran : le père de Davey (non crédité)